# Radimov (Skalice)
Radimov (německy Radimow) je malá vesnice, část obce Skalice v okrese Tábor v Jihočeském kraji. Je to vesnička nacházející se asi osm kilometrů severozápadně od Soběslavi. Je obklopen ze všech stran lesy a protnut silnicí z Rybovy Lhoty do Hlavatců. V současnosti je zde 13 domů a dvě chaty a k Radimovu patří také hájovna ve Vosovicích. V roce 2011 zde trvale žilo 39 obyvatel.

## Historie
- 700–400 př. n. l. – 76 mohyl z prvního období doby železné (halštatské období) v blízkosti myslivny ve Vosovicích
- 1409 – Petr ze Želče seděním na Radimově, jeho syn Jošt 1415, první zmínka o Radimově
- 1496 – Jiřík Víta z Dubu s matkou Klárou z Bydlína, Prodává Radimov s dvorem obci Soběslavské za 412 kop míšeňských
- 1690 – mezník na kraji lesa k Želči, na něm vyryto datum a na stranu k Radimovu Rožmberská růže, k Želči hlava zubra s houžví nozdrami protaženou (páni ze Želče - Zdeněk Vojtěch z Lobkovic od 1677), stejný mezník ve Vosovicích a v Turovci
- 1777 – Dřevěný kříž na návsi
- 1789 – Václav Frait(2/3) a Václav Cílek(1/3) kupují Radimovský dvůr od Soběslavi
- 1858 – Na návsi místo dřevěného kříže postaven kříž železný, po smrti Fraita Václava, který na něj odkázal peníze
- 1859 – Postavena kaplička, patron svatý Jan Nepomucký

## Obyvatelstvo
| Rok            | 1869 | 1880 | 1890 | 1900 | 1910 | 1921 | 1930 | 1950 | 1961 | 1970 | 1980 | 1991 | 2001 | 2011 | 2021 |
| -------------- | ---- | ---- | ---- | ---- | ---- | ---- | ---- | ---- | ---- | ---- | ---- | ---- | ---- | ---- | ---- |
| Počet obyvatel | 51   | 51   | 33   | 39   | 38   | 0    | 44   | 0    | 0    | 0    | 0    | 0    | 28   | 39   | 43   |
| Počet domů     | 7    | 7    | 7    | 7    | 6    | 6    | 6    | 0    | 0    | 0    | 0    | 0    | 10   | 13   | 16   |

## Obecní správa
Při sčítání lidu v letech 1850–1889 Radimov byl osadou obce Skalice v okrese Tábor. V následujícím období byla osada úředně zrušena a jako část obce Skalice byla obnovena 1. ledna 2001.

## Galerie

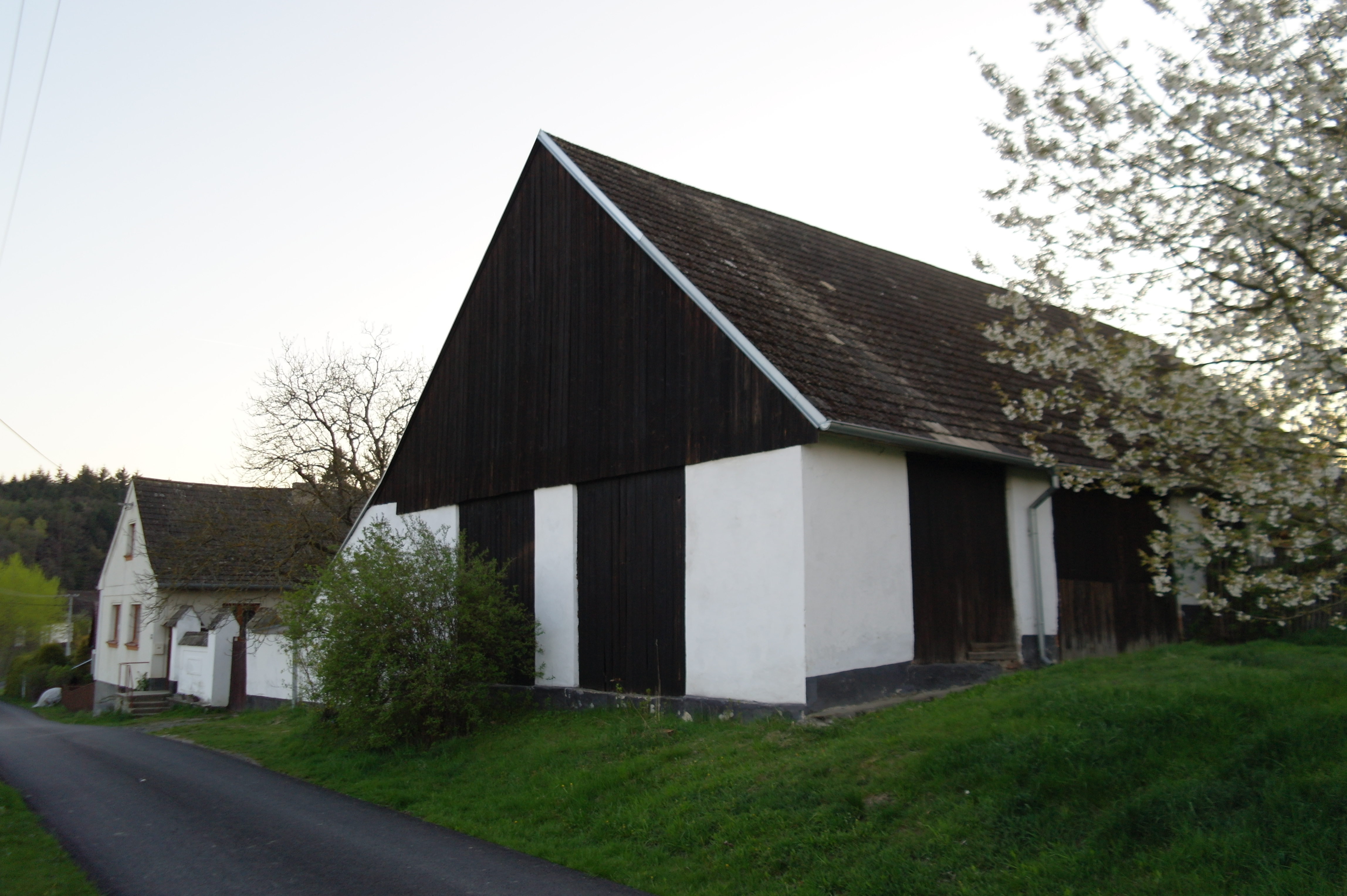
Stodola
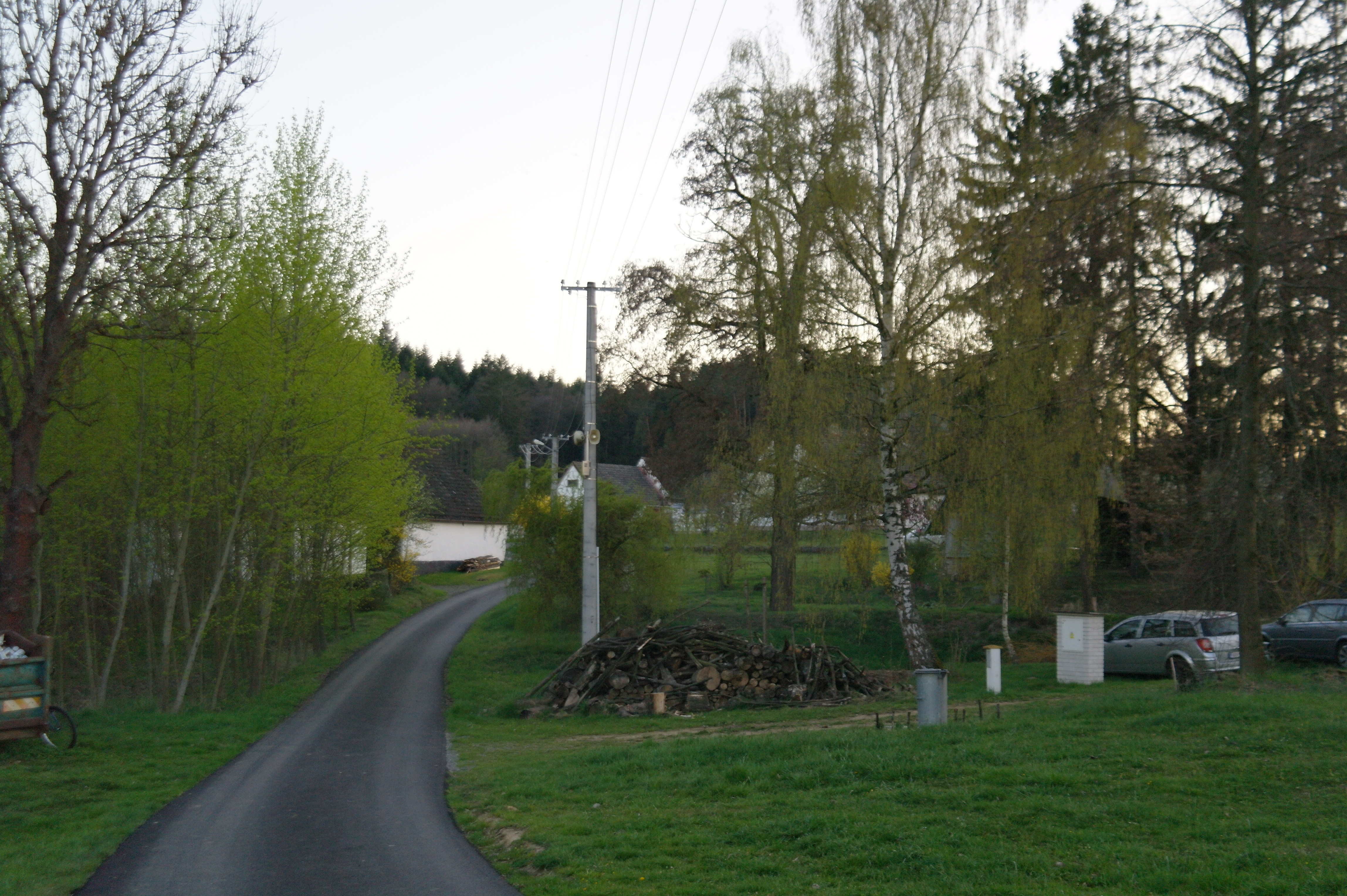
Cesta
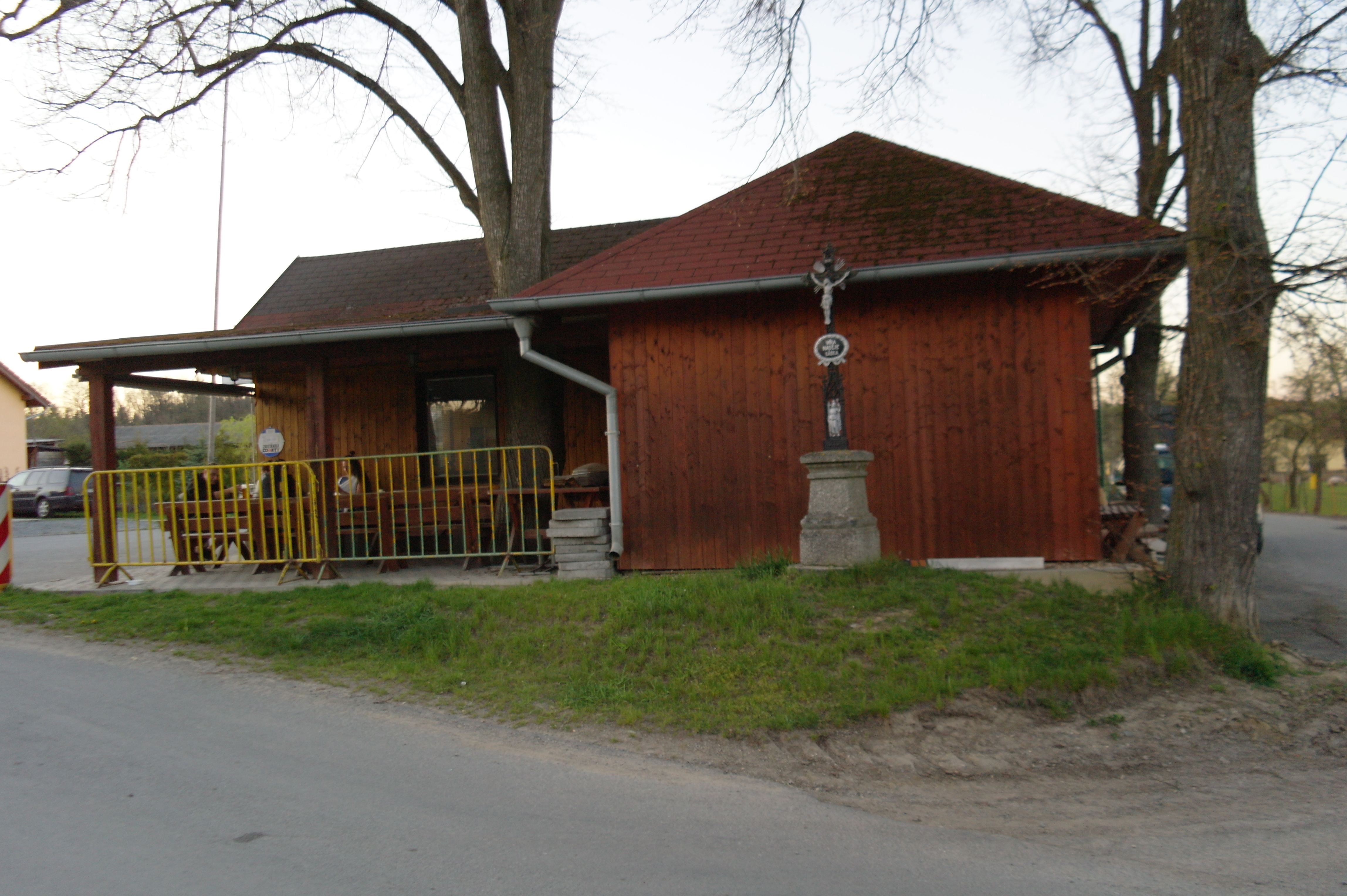
Odpočívadlo a křížek